# Schwarzer Knochenzüngler
Der Schwarze Knochenzüngler (Osteoglossum ferreirai) ist ein großer Süßwasserfisch, der im nördlichen Südamerika, im Stromgebiet des Río Negro, im Rio Vichada und im Unterlauf des Río Tomo vorkommt. Letztgenannte Flüsse liegen im östlichen Kolumbien und gehören zum Stromgebiet des Orinoco. Da die dort vorkommenden Schwarzen Knochenzüngler keinerlei genetische Unterschiede zu jenen aus dem Rio Negro-Gebiet zeigen, wird angenommen, dass sie vom Menschen eingeführt wurden.

## Merkmale
Der Schwarze Knochenzüngler wird bis zu 90 cm lang und ist als ausgewachsenes Tier leicht mit dem Arowana (Osteoglossum bicirrhosum) zu verwechseln. Lediglich metrische Daten unterscheiden die beiden Arten. Der Schwarze Knochenzüngler hat 52 bis 58 verzweigte Flossenstrahlen in der Rückenflosse, der Arowana lediglich 42 bis 50. Bei der Afterflosse ist das Verhältnis 61 bis 67 zu 49 bis 58. Die Afterflossenstrahlen sind unverzweigt. Die Brustflossen werden von einem harten und sechs weichen Flossenstrahlen gestützt. Die Anzahl der Schuppen entlang der Seitenlinie beträgt 37 bis 40 beim Schwarzen Knochenzüngler und 30 bis 37 beim Arowana, die Anzahl der Wirbel liegt bei 96 bis 100 beim Schwarzen Knochenzüngler und bei 84 bis 92 beim Arowana. Schwarze Knochenzüngler haben 27 verschiedene Chromosomen (2n=54), Arowanas 28 (2n=56).
Ausgewachsene Schwarze Knochenzüngler zeigen auf ihrer Rückenseite eine stahlgraue bis dunkelbläuliche Farbe und werden zum Bauch hin zunehmend heller. Rücken-, After- und Schwanzflosse haben einen gelben oder roten Rand. Die Jungfische sind schwarz und zeigen bis zu einer Länge von 15 cm zahlreiche gelbe Zeichnungsmuster auf Kopf, Rumpf und Schwanz.

## Lebensweise
Der Schwarze Knochenzüngler lebt ufernah an der Oberfläche von Flüssen und Seen. Während der Regenzeit wandert er in die überfluteten Waldgebiete. Er ist ein opportunistischer Raubfisch, der kleinere Fische und andere kleine Wirbeltiere, vor allem aber Insekten und andere Gliederfüßer erbeutet. Beutetiere, die sich auf Blättern oder Ästen oberhalb des Wassers befinden, werden in Sprüngen erbeutet. Wie alle Knochenzüngler ist O. ferreirai ein Maulbrüter, bei dem die Männchen die 50 bis 250 vom Weibchen gelegten Eier ins Maul nehmen und für etwa 60 Tage mit sich herumtragen.